# Anatólio de Laodiceia
Anatólio de Laodiceia (início do século III - 3 de julho de 283) foi um clérigo romano de Alexandria, no Egito, do século III. Em 262, auxiliou na supressão pacífica duma rebelião em Alexandria e tempos depois foi ordenado e tornar-se-ia bispo conjunto de Cesareia. Em 268, quando passava por Laodiceia, foi elegido bispo em sucessão do falecido Eusébio. Anatólio é considerado um santo pelas Igrejas Católica e Ortodoxa e seu dia é 3 de julho.

## Vida
Anatólio nasceu e foi criado em Alexandria, no Egito, durante o século III. Segundo Eusébio de Cesareia em sua História Eclesiástica, Anatólio desfrutou de considerável prestígio devido a seus grandes conhecimentos de aritmética, geometria, física, retórica, dialética e astronomia, motivo pelo qual foi convidado pelos alexandrinos a fundar conduzir uma escola aristotélica na qual o filósofo pagão Jâmblico estudou brevemente.
Segundo Eusébio de Cesareia, Anatólio envolveu-se em 262 na supressão pacífica duma revolta que eclodira em Brúquio, um dos bairros de Alexandria, onde residia. Essa parte da cidade estava sendo afetada pela fome e doença e os soldados romanos estacionados na região foram convocados para sitiá-la. Anatólio comunicou-se com Eusébio, um diácono que estava fora da zona sitiada, e solicitou que convencesse o general encarregado da expedição para permitir que os não-combatentes de Brúquio atravessassem o bloqueio. O líder rebelde hesitou em permitir que alguém tomasse vantagem desse pedido, mas no fim foi derrotado por Anatólio.
Anatólio subsequentemente dirigiu-se à Palestina, onde seria ordenado e tornar-se-ia assistente do bispo de Cesareia Teotecno (r. antes de 262–302/303) Teotecno pretendia tornar o jovem Anatólio seu sucessor presuntivo na sé de Cesareia, assim assegurando a sucessão episcopal. Ambos exerceram ofício conjuntamente até 268, quando Anatólio foi convocado à Antioquia para participar dum sínodo e foi convencido pelos habitantes de Laodiceia a permanecer ali e suceder o falecido Eusébio, o mesmo que ajudou-o em Alexandria, como bispo; os Bolandistas trabalham com a possibilidade de Eusébio ter administrado conjuntamente a sé com Anatólio por algum tempo. É desconhecido o tempo de duração do episcopado de Anatólio; Herbert J. Thurston, por exemplo, sugeriu até ca. 283.

## Legado
Segundo o Martirológio Romano, seus escritos eram admirados não somente pelos religiosos, mas também pelos filósofos. Chegaram a nós (através de Eusébio de Cesareia) fragmentos de duas obras suas: uma obra dedicada ao estudo da data da Páscoa e os dez livros das "Introduções à Aritmética" (em latim: Introductiones arithmeticae).